# Josef Brunmair
Josef Brunmair (* 4. August 1948) ist ein oberösterreichischer FPÖ, heute BZÖ-Landtagsabgeordneter. Der Internist ist verheirateter Vater dreier Kinder und lebt in Wels.

## Ausbildung
Nach Pflichtschule und Matura im Jahr 1967 studierte Josef Brunmair Medizin in Graz und hatte im Jänner 1975 seine Promotion. Seine Turnusausbildung und Ausbildung zum Internisten absolvierte er im Krankenhaus Ried bzw. Wels in Oberösterreich. Am Krankenhaus Ried begann er 1980 seine Tätigkeit als Oberarzt der Abteilung für Innere Medizin und eröffnete 1986 eine Praxis als Facharzt für Innere Medizin mit der Zusatzausbildung zum diplomierten Sportarzt.

## Politische Tätigkeit
Josef Brunmair nimmt standespolitische Tätigkeiten im oberösterreichischen Ärzteverband wahr und ist seit 31. Oktober 1997 Landtagsabgeordneter. Im oberösterreichischen Landtag ist er Mitglied folgender Ausschüsse: für allgemeine innere Angelegenheiten, für Verkehrsangelegenheiten, für Umweltangelegenheiten, im Kulturausschuss und im Ausschuss für Petitionen und Rechtsbereinigungen.